# Камінчик і пінгвін
Камінчик і пінгвін (англ. The Pebble and the Penguin) — американський музичний анімаційний фільм 1995 року режисера Гарі Голдмана. 

## Сюжет
Шлюбна церемонія в повний місяць вимагає, щоб всі самці-пінгвіни піднесли своїм обраницям який-небудь особливий камінь. Сором'язливий, з добрим серцем, пінгвін Г'юбі знайшов дивовижний камінчик для своєї коханої Марини. Але у неї є ще один прихильник — злий пінгвін Дрейк, який дуже хоче позбутися суперника і заволодіти камінчиком. Головному героєві мультфільму доводиться пройти крізь вогонь і воду, пережити велику кількість пригод, аби довести свою любов.

## Ролі озвучували

### В оригіналі
| Роль     | Актор         |
| Г'юбі    | Мартін Шорт   |
| Марина   | Енні Голден   |
| Рокко    | Джеймс Белуші |
| Дрейк    | Тім Каррі     |
| Оповідач | Шані Воліс    |